# Beni Snous
Beni Snous è un comune dell'Algeria, situato nella provincia di Tlemcen.